# Calderón, Puebla
Calderón är en ort i Mexiko.   Den ligger i kommunen Puebla och delstaten Puebla, i den sydöstra delen av landet, 120 km sydost om huvudstaden Mexico City. Calderón ligger 2 145 meter över havet och antalet invånare är 171.
Terrängen runt Calderón är kuperad österut, men västerut är den platt. Runt Calderón är det ganska tätbefolkat, med 62 invånare per kvadratkilometer. Närmaste större samhälle är Puebla de Zaragoza, 11,6 km nordväst om Calderón. Trakten runt Calderón består till största delen av jordbruksmark.